# Amastus prosenii
Amastus prosenii là một loài bướm đêm thuộc phân họ Arctiinae, họ Erebidae.